# Record britannici del nuoto
I record britannici del nuoto sono i tempi più veloci mai nuotati in una competizione, da un nuotatore rappresentante la Gran Bretagna.
(Dati aggiornati al 27 maggio 2025)

## Vasca lunga (50m)

### Uomini
| Gara                     | Tempo    | +              | Atleta                                                                                      | Data           | Evento                  | Luogo                  | Ref    |
| ------------------------ | -------- | -------------- | ------------------------------------------------------------------------------------------- | -------------- | ----------------------- | ---------------------- | ------ |
| Stile libero             |          |                |                                                                                             |                |                         |                        |        |
| 50 m                     | 21"11    | sf             | Benjamin Proud                                                                              | 8 agosto 2018  | Campionati europei      | Glasgow, Regno Unito   | [ 2 ]  |
| 100 m                    | 47"45    |                | Matthew Richards                                                                            | 27 luglio 2023 | Campionati mondiali     | Fukuoka, Giappone      | [ 3 ]  |
| 200 m                    | 1'44"22  |                | Thomas Dean                                                                                 | 27 luglio 2021 | Giochi olimpici         | Tokyo, Giappone        |        |
| 400 m                    | 3'43"75  |                | James Guy                                                                                   | 2 agosto 2015  | Campionati mondiali     | Kazan', Russia         | [ 4 ]  |
| 800 m                    | 7'44"32  |                | David Davies                                                                                | 29 luglio 2009 | Campionati mondiali     | Roma, Italia           | [ 5 ]  |
| 1500 m                   | 14'45"95 |                | David Davies                                                                                | 21 agosto 2004 | Giochi olimpici         | Atene, Grecia          | [ 6 ]  |
| Dorso                    |          |                |                                                                                             |                |                         |                        |        |
| 50 m                     | 24"04    |                | Liam Tancock                                                                                | 2 agosto 2009  | Campionati mondiali     | Roma, Italia           | [ 7 ]  |
| 100 m                    | 52"12    |                | Oliver Morgan                                                                               | 17 aprile 2025 | Campionati britannici   | Londra, Regno Unito    | [ 8 ]  |
| 200 m                    | 1'54"43  | sf             | Luke Greenbank                                                                              | 21 maggio 2021 | Campionati europei      | Budapest, Ungheria     |        |
| Rana                     |          |                |                                                                                             |                |                         |                        |        |
| 50 m                     | 25"95    | sf             | Adam Peaty                                                                                  | 25 luglio 2017 | Campionati mondiali     | Budapest, Ungheria     | [ 9 ]  |
| 100 m                    | 56"88    | sf             | Adam Peaty                                                                                  | 21 luglio 2019 | Campionati mondiali     | Gwangju, Corea del Sud | [ 10 ] |
| 200 m                    | 2'07"30  |                | Ross Murdoch                                                                                | 24 luglio 2014 | Giochi del Commonwealth | Glasgow, Regno Unito   | [ 11 ] |
| Farfalla                 |          |                |                                                                                             |                |                         |                        |        |
| 50 m                     | 22"74    | sf             | Benjamin Proud                                                                              | 24 luglio 2025 | Campionati mondiali     | Singapore, Singapore   |        |
| 100 m                    | 50"67    | sf             | James Guy                                                                                   | 29 luglio 2017 | Campionati mondiali     | Budapest, Ungheria     | [ 12 ] |
| 200 m                    | 1'54"58  | sf             | Michael Rock                                                                                | 28 luglio 2009 | Campionati mondiali     | Roma, Italia           | [ 13 ] |
| Misti                    |          |                |                                                                                             |                |                         |                        |        |
| 200 m misti              | 1'55"28  |                | Duncan Scott                                                                                | 30 luglio 2021 | Giochi olimpici         | Tokyo, Giappone        |        |
| 400 m misti              | 4'08"85  |                | Max Litchfield                                                                              | 28 luglio 2024 | Giochi olimpici         | Parigi, Francia        |        |
| Staffette a stile libero |          |                |                                                                                             |                |                         |                        |        |
| 4x100 m                  | 3'10"73  |                | Jacob Mills (48"51) Matthew Richards (47"32) Jacob Whittle (47"67) Duncan Scott (47"23)     | 27 luglio 2025 | Campionati mondiali     | Singapore, Singapore   |        |
| 4x200 m                  | 6'58"58  | Record europeo | Thomas Dean (1'45"72) James Guy (1'44"40) Matthew Richards (1'45"01) Duncan Scott (1'43"45) | 28 luglio 2021 | Giochi olimpici         | Tokyo, Giappone        |        |
| Staffetta mista          |          |                |                                                                                             |                |                         |                        |        |
| 4x100 m                  | 3'27"51  | =              | Luke Greenbank (53"63) Adam Peaty (56"53) James Guy (50"27) Duncan Scott (47"08)            | 1º agosto 2021 | Giochi olimpici         | Tokyo, Giappone        |        |

Legenda:  - Record del mondo;  - Record europeo;

Record non ottenuti in finale: (b) - batteria; (sf) - semifinale; (s) - staffetta prima frazione.

### Donne
| Gara                     | Tempo    | +              | Atleta | Data           | Evento                   | Luogo                   | Ref    |
| ------------------------ | -------- | -------------- | --- | -------------- | ------------------------ | ----------------------- | ------ |
| Stile libero             |          |                | |                |                          |                         |        |
| 50 m                     | 23"96    |                | Francesca Halsall                                                                                         | 26 luglio 2014 | Giochi del Commonwealth  | Glasgow, Regno Unito    | [ 14 ] |
| 100 m                    | 52"75    | b              | Anna Hopkin                                                                                               | 28 luglio 2021 | Giochi olimpici          | Tokyo, Giappone         |        |
| 200 m                    | 1'55"54  | sf             | Joanne Jackson                                                                                            | 28 luglio 2009 | Campionati mondiali      | Roma, Italia            | [ 15 ] |
| 400 m                    | 4'00"60  |                | Joanne Jackson                                                                                            | 26 luglio 2009 | Campionati mondiali      | Roma, Italia            | [ 16 ] |
| 800 m                    | 8'14"10  | Record europeo | Rebecca Adlington                                                                                         | 16 agosto 2008 | Giochi olimpici          | Pechino, Cina           | [ 17 ] |
| 1500 m                   | 15'47"26 |                | Jazmin Carlin                                                                                             | 28 giugno 2013 | Campionati britannici    | Sheffield, Regno Unito  | [ 18 ] |
| Dorso                    |          |                | |                |                          |                         |        |
| 50 m                     | 27"15    |                | Lauren Cox                                                                                                | 24 maggio 2025 | AP International Meeting | Londra, Regno Unito     | [ 19 ] |
| 100 m                    | 58"08    | Record europeo | Kathleen Dawson                                                                                           | 23 maggio 2021 | Campionati europei       | Budapest, Ungheria      |        |
| 200 m                    | 2'06"66  |                | Gemma Spofforth                                                                                           | 1º agosto 2009 | Campionati mondiali      | Roma, Italia            | [ 20 ] |
| Rana                     |          |                | |                |                          |                         |        |
| 50 m                     | 30"02    |                | Imogen Clark                                                                                              | 30 luglio 2022 | Giochi del Commonwealth  | Birmingham, Regno Unito |        |
| 100 m                    | 1'05"37  |                | Angharad Evans                                                                                            | 20 aprile 2025 | Campionati britannici    | Londra, Regno Unito     | [ 21 ] |
| 200 m                    | 2'20"89  |                | Molly Renshaw                                                                                             | 15 aprile 2021 | Campionati britannici    | Londra, Regno Unito     |        |
| Farfalla                 |          |                | |                |                          |                         |        |
| 50 m                     | 25"20    |                | Francesca Halsall                                                                                         | 27 luglio 2014 | Giochi del Commonwealth  | Glasgow, Regno Unito    | [ 22 ] |
| 100 m                    | 57"25    |                | Ellen Gandy                                                                                               | 4 marzo 2012   | Campionati britannici    | Londra, Regno Unito     | [ 23 ] |
| 200 m                    | 2'04"83  |                | Ellen Gandy                                                                                               | 19 marzo 2009  | Campionati britannici    | Sheffield, Regno Unito  | [ 24 ] |
| Misti                    |          |                | |                |                          |                         |        |
| 200 m                    | 2'06"88  |                | Siobhan-Marie O'Connor                                                                                    | 9 agosto 2016  | Giochi olimpici          | Rio de Janeiro, Brasile | [ 25 ] |
| 400 m                    | 4'31"33  |                | Hannah Miley                                                                                              | 20 marzo 2009  | Campionati britannici    | Sheffield, Regno Unito  | [ 26 ] |
| Staffette a stile libero |          |                | |                |                          |                         |        |
| 4x100 m                  | 3'33"90  |                | Anna Hopkin (53"67) Lucy Hope (53"53) Abbie Wood (54"19) Freya Anderson (52"51)                           | 23 luglio 2023 | Campionati mondiali      | Fukuoka, Giappone       |        |
| 4x200 m                  | 7'45"51  | Record europeo | Joanne Jackson (1'55"98) Jazmin Carlin (1'56"78) Caitlin McClatchey (1'56"42) Rebecca Adlington (1'56"33) | 30 luglio 2009 | Campionati mondiali      | Roma, Italia            | [ 27 ] |
| Staffetta mista          |          |                | |                |                          |                         |        |
| 4x100 m                  | 3'54"01  |                | Kathleen Dawson (58"08) Molly Renshaw (1'05"72) Laura Stephens (57"55) Anna Hopkin (52"66)                | 23 maggio 2021 | Campionati europei       | Budapest, Ungheria      |        |

Legenda:  - Record del mondo;  - Record europeo;

Record non ottenuti in finale: (b) - batteria; (sf) - semifinale; (s) - staffetta prima frazione.

### Mista
| Gara                     | Tempo   | +              | Atleta                                                                                   | Data           | Evento              | Luogo             | Ref |
| ------------------------ | ------- | -------------- | ---------------------------------------------------------------------------------------- | -------------- | ------------------- | ----------------- | --- |
| Staffetta a stile libero |         |                |                                                                                          |                |                     |                   |     |
| 4x100 m                  | 3'21"68 | Record europeo | Matthew Richards (47"83) Duncan Scott (47"46) Anna Hopkin (53"30) Freya Anderson (53"09) | 29 luglio 2023 | Campionati mondiali | Fukuoka, Giappone |     |
| Staffetta mista          |         |                |                                                                                          |                |                     |                   |     |
| 4x100 m                  | 3'37"58 | Record europeo | Kathleen Dawson (58"80) Adam Peaty (56"78) James Guy (50"00) Anna Hopkin (52"00)         | 31 luglio 2021 | Giochi olimpici     | Tokyo, Giappone   |     |

Legenda:  - Record del mondo;  - Record europeo;

Record non ottenuti in finale: (b) - batteria; (sf) - semifinale; (s) - staffetta prima frazione.

## Vasca corta (25m)

### Uomini
| Gara                     | Tempo    | +  | Atleta                                                                                          | Data             | Evento                          | Luogo                          | Ref    |
| ------------------------ | -------- | -- | ----------------------------------------------------------------------------------------------- | ---------------- | ------------------------------- | ------------------------------ | ------ |
| Stile libero             |          |    |                                                                                                 |                  |                                 |                                |        |
| 50 m                     | 20"18    |    | Benjamin Proud                                                                                  | 7 dicembre 2021  | Campionati europei              | Otopeni, Romania               | [ 28 ] |
| 100 m                    | 45"85    |    | Matthew Richards                                                                                | 3 dicembre 2022  | Campionati britannici invernali | Sheffield, Regno Unito         |        |
| 200 m                    | 1'39"83  |    | Duncan Scott                                                                                    | 2 novembre 2024  | Coppa del mondo                 | Incheon, Corea del Sud         |        |
| 400 m                    | 3'34"46  |    | Duncan Scott                                                                                    | 31 ottobre 2024  | Coppa del mondo                 | Singapore, Singapore           |        |
| 800 m                    | 7'36"26  |    | Kieran Bird                                                                                     | 8 dicembre 2023  | Campionati Scozzesi             | Edimburgo, Regno Unito         |        |
| 1500 m                   | 14'24"00 |    | Tim Shuttleworth                                                                                | 17 dicembre 2016 | Meeting invernale amatori       | Sheffield, Regno Unito         | [ 29 ] |
| Dorso                    |          |    |                                                                                                 |                  |                                 |                                |        |
| 50 m                     | 23"09    |    | Chris Walker-Hebborn                                                                            | 6 dicembre 2015  | Campionati europei              | Netanya, Israele               | [ 30 ] |
| 100 m                    | 50"14    |    | Liam Tancock                                                                                    | 10 aprile 2008   | Campionati mondiali             | Manchester, Regno Unito        | [ 31 ] |
| 200 m                    | 1'48"53  |    | Luke Greenbank                                                                                  | 10 dicembre 2023 | Campionati europei              | Otopeni, Romania               |        |
| Rana                     |          |    |                                                                                                 |                  |                                 |                                |        |
| 50 m                     | 25"41    |    | Adam Peaty                                                                                      | 22 novembre 2020 | International Swimming League   | Budapest, Ungheria             |        |
| 100 m                    | 55"41    |    | Adam Peaty                                                                                      | 22 novembre 2020 | International Swimming League   | Budapest, Ungheria             |        |
| 200 m                    | 2'01"43  |    | Michael Jamieson                                                                                | 15 dicembre 2013 | Campionati europei              | Herning, Danimarca             | [ 32 ] |
| Farfalla                 |          |    |                                                                                                 |                  |                                 |                                |        |
| 50 m                     | 22"10    | sf | Jacob Peters                                                                                    | 9 dicembre 2023  | Campionati europei              | Otopeni, Romania               |        |
| 100 m                    | 49"21    | sf | Adam Barrett                                                                                    | 7 dicembre 2016  | Campionati mondiali             | Windsor, Canada                | [ 33 ] |
| 200 m                    | 1'51"27  |    | Joseph Roebuck                                                                                  | 12 dicembre 2009 | Campionati europei              | Istanbul, Turchia              | [ 34 ] |
| Misti                    |          |    |                                                                                                 |                  |                                 |                                |        |
| 100 m                    | 51"14    |    | Duncan Scott                                                                                    | 18 ottobre 2024  | Coppa del mondo                 | Shanghai, Cina                 |        |
| 200 m                    | 1'50"98  |    | Duncan Scott                                                                                    | 8 dicembre 2023  | Campionati europei              | Otopeni, Romania               |        |
| 400 m                    | 3'59"81  |    | Duncan Scott                                                                                    | 20 dicembre 2019 | International Swimming League   | Las Vegas, Stati Uniti         |        |
| Staffette a stile libero |          |    |                                                                                                 |                  |                                 |                                |        |
| 4x50 m                   | 1'22"52  |    | Ben Proud (20"56) Matthew Richards (20"50) Alexander Cohoon (20"99) Lewis Burras (20"47)        | 5 dicembre 2023  | Campionati europei              | Otopeni, Romania               | [ 35 ] |
| 4x100 m                  | 3'09"25  | b  | Matthew Richards (47"49) Edward Mildred (47"92) Thomas Dean (47"02) Benjamin Proud              | 16 dicembre 2021 | Campionati mondiali             | Abu Dhabi, Emirati Arabi Uniti |        |
| 4x200 m                  | 6'56"52  |    | Robert Renwick (1'44"83) David Carry (1'44"19) Andrew Hunter (1'44"04) Ross Davenport (1'43"46) | 10 aprile 2008   | Campionati mondiali             | Manchester, Regno Unito        | [ 36 ] |
| Staffette miste          |          |    |                                                                                                 |                  |                                 |                                |        |
| 4x50 m                   | 1'32"30  |    | Chris Walker-Hebborn (23"31) Adam Peaty (25"71) Adam Barrett (22"23) Benjamin Proud (21"05)     | 4 dicembre 2014  | Campionati mondiali             | Doha, Qatar                    | [ 37 ] |
| 4x100 m                  | 3'22"78  |    | Chris Walker-Hebborn (50"57) Adam Peaty (56"23) Adam Barrett (49"01) Benjamin Proud (46"97)     | 4 dicembre 2014  | Campionati mondiali             | Doha, Qatar                    | [ 38 ] |

Legenda:  - Record del mondo;  - Record europeo;

Record non ottenuti in finale: (b) - batteria; (sf) - semifinale; (s) - staffetta prima frazione.

### Donne
| Gara                     | Tempo    | +  | Atleta | Data             | Evento                             | Luogo                   | Ref    |
| ------------------------ | -------- | -- | --- | ---------------- | ---------------------------------- | ----------------------- | ------ |
| Stile libero             |          |    | |                  |                                    |                         |        |
| 50 m                     | 23"44    |    | Francesca Halsall                                                                                            | 19 dicembre 2009 | Duel in the Pool                   | Manchester, Regno Unito | [ 39 ] |
| 100 m                    | 51"19    |    | Francesca Halsall                                                                                            | 22 novembre 2009 | Coppa del Mondo                    | Singapore               | [ 40 ] |
| 200 m                    | 1'51"87  |    | Freya Anderson                                                                                               | 22 novembre 2020 | International Swimming League      | Budapest, Ungheria      |        |
| 400 m                    | 3'54"92  |    | Joanne Jackson                                                                                               | 8 agosto 2009    | British Grand Prix                 | Leeds, Regno Unito      | [ 41 ] |
| 800 m                    | 8'08"16  |    | Jazmin Carlin                                                                                                | 4 dicembre 2014  | Campionati mondiali                | Doha, Qatar             | [ 42 ] |
| 1500 m                   | 15'46"15 |    | Fleur Lewis                                                                                                  | 17 novembre 2023 | Campionati britannici universitari | Sheffield, Regno Unito  | [ 43 ] |
| Dorso                    |          |    | |                  |                                    |                         |        |
| 50 m                     | 26"13    |    | Georgia Davies                                                                                               | 4 ottobre 2018   | Coppa del Mondo                    | Budapest, Ungheria      |        |
| 100 m                    | 56"35    |    | Elizabeth Simmonds                                                                                           | 17 dicembre 2015 | Meeting invernale amatori          | Sheffield, Regno Unito  | [ 44 ] |
| 200 m                    | 2'00"83  |    | Elizabeth Simmonds                                                                                           | 17 dicembre 2011 | Duel in the Pool                   | Atlanta, Stati Uniti    | [ 45 ] |
| Rana                     |          |    | |                  |                                    |                         |        |
| 50 m                     | 29"17    |    | Imogen Clark                                                                                                 | 16 dicembre 2023 | Campionati britannici              | Sheffield, Regno Unito  |        |
| 100 m                    | 1'03"45  | b  | Angharad Evans                                                                                               | 11 dicembre 2024 | Campionati mondiali                | Budapest, Ungheria      |        |
| 200 m                    | 2'17"10  |    | Jocelyn Ulyett                                                                                               | 6 dicembre 2019  | Meeting invernale amatori          | Sheffield, Regno Unito  |        |
| Farfalla                 |          |    | |                  |                                    |                         |        |
| 50 m                     | 25"29    |    | Francesca Halsall                                                                                            | 29 ottobre 2014  | Coppa del Mondo                    | Tokyo, Giappone         | [ 46 ] |
| 100 m                    | 55"71    |    | Francesca Halsall                                                                                            | 18 dicembre 2009 | Duel in the Pool                   | Manchester, Regno Unito | [ 47 ] |
| 200 m                    | 2'03"19  |    | Jemma Lowe                                                                                                   | 12 dicembre 2012 | Campionati mondiali                | Istanbul, Turchia       | [ 48 ] |
| Misti                    |          |    | |                  |                                    |                         |        |
| 100 m                    | 57"59    | sf | Siobhan-Marie O'Connor                                                                                       | 3 dicembre 2015  | Campionati europei                 | Netanya, Israele        | [ 49 ] |
| 200 m                    | 2'02"75  |    | Abbie Wood                                                                                                   | 10 dicembre 2024 | Campionati mondiali                | Budapest, Ungheria      |        |
| 400 m                    | 4'23"14  |    | Hannah Miley                                                                                                 | 12 dicembre 2012 | Campionati mondiali                | Istanbul, Turchia       | [ 50 ] |
| Staffette a stile libero |          |    | |                  |                                    |                         |        |
| 4x50 m                   | 1'36"18  |    | Anna Hopkin (23"74) Siobhan-Marie O'Connor (24"28) Georgia Davies (24"69) Freya Anderson (23"47)             | 6 dicembre 2019  | Campionati europei                 | Glasgow, Regno Unito    |        |
| 4x100 m                  | 3'32"88  |    | Francesca Halsall (52"36) Caitlin McClatchey (53"25) Julia Beckett (53"54) Melanie Marshall (53"73)          | 12 aprile 2008   | Campionati mondiali                | Manchester, Regno Unito | [ 51 ] |
| 4x200 m                  | 7'38"96  |    | Joanne Jackson (1'54"78) Melanie Marshall (1'55"83) Caitlin McClatchey (1'54"64) Rebecca Adlington (1'53"71) | 10 aprile 2008   | Campionati mondiali                | Manchester, Regno Unito | [ 52 ] |
| Staffette miste          |          |    | |                  |                                    |                         |        |
| 4x50 m                   | 1'44"67  |    | Kathleen Dawson (26"97) Imogen Clark (28"66) Keanna Macinnes (25"69) Anna Hopkin (23"35)                     | 7 dicembre 2023  | Campionati europei                 | Otopeni, Romania        |        |
| 4x100 m                  | 3'47"84  |    | Abbie Wood (57"44) Angharad Evans (1'03"18) Eva Okaro (56"11) Freya Anderson (51"11)                         | 15 dicembre 2024 | Campionati mondiali                | Budapest, Ungheria      |        |

Legenda:  - Record del mondo;  - Record europeo;

Record non ottenuti in finale: (b) - batteria; (sf) - semifinale; (s) - staffetta prima frazione.

### Mista
| Gara                     | Tempo   | + | Atleta                                                                                 | Data             | Evento              | Luogo                | Ref |
| ------------------------ | ------- | - | -------------------------------------------------------------------------------------- | ---------------- | ------------------- | -------------------- | --- |
| Staffetta a stile libero |         |   |                                                                                        |                  |                     |                      |     |
| 4x50 m                   | 1'27"75 |   | Benjamin Proud (20"39) Lewis Burras (20"69) Anna Hopkin (22"95) Freya Anderson (23"72) | 9 dicembre 2023  | Campionati europei  | Otopeni, Romania     |     |
| Staffetta mista          |         |   |                                                                                        |                  |                     |                      |     |
| 4x50 m                   | 1'37"07 |   | Medi Harris (26"60) Adam Peaty (25"24) Benjamin Proud (21"93) Anna Hopkin (23"30)      | 14 dicembre 2022 | Campionati mondiali | Melbourne, Australia |     |

Legenda:  - Record del mondo;  - Record europeo;

Record non ottenuti in finale: (b) - batteria; (sf) - semifinale; (s) - staffetta prima frazione.